# Eduard von Bodemeyer
August Rudolf Eduard von Bodemeyer (geb. 2. April 1854 in Reindörfel, Kreis Frankenstein i. Schles.; gest. 21. November 1918) war ein preußischer Offizier und Entomologe.

## Leben und Werk
Bodemeyer war der Sohn des gleichnamigen Eduard von Bodemeyer (1823–1888) und dessen Ehefrau Elisabeth, geborene Krause (* 1835). Sein Vater war Generaldirektor und Generalbevollmächtigter der schlesischen Herrschaften der Großherzogin von Sachsen-Weimar-Eisenach. Er betätigte sich auch als Entomologe. Die Familie hatte am 22. Dezember 1873 den preußischen Adel in Form einer gnadenweisen Adelsanerkennung erhalten.
Bodemeyer trat nach seiner Gymnasialzeit am 1. April 1874 als Fahnenjunker in das Schlesische Füsilier-Regiment Nr. 38 der Preußischen Armee ein und avancierte bis Mitte Oktober 1875 zum Sekondeleutnant. Zur weiteren Ausbildung absolvierte er 1882/85 die Kriegsakademie, stieg Mitte Dezember 1885 zum Premierleutnant auf und wurde am 27. Januar 1891 mit der Beförderung zum Hauptmann Kompaniechef. In gleicher Eigenschaft erfolgte Mitte März 1896 seine Versetzung in das Infanterie-Regiment Nr. 132. Am 16. Februar 1897 wurde ihm der erbetene Abschied mit Pension und der Berechtigung zum Tragen der Uniform des Füsilier-Regiments „General-Feldmarschall Graf Moltke“ (Schlesisches) Nr. 38 bewilligt.
Nach seiner Verabschiedung konnte er sich wieder der Entomologie widmen. Bodemeyer absolvierte zahlreiche entomologische Forschungsreisen nach Kleinasien. Zeitweilig war er in Weimar in der Freiherr-vom-Stein-Allee 7 wohnhaft. Sowohl in Weimar als auch in Freiburg im Breisgau erweiterte er die von seinem Vater ererbte Käfersammlung. Seinen Durchbruch als Entomologe erlebte Bodemeyer 1899 in der Folge seiner Anatolienreise, wo er zahlreiche neue Arten entdeckte und den Zusammenhang der anatolischen mit der europäischen Fauna nachwies. Er publizierte zahlreiche Beiträge in der Entomologischen Zeitschrift und betätigte sich als Reiseschriftsteller.
Aus seiner am 20. September 1882 in Freiburg im Breisgau geschlossenen Ehe mit Marie Kieffer (1862–1891) ging der Offizier und Entomologe Bodo von Bodemeyer hervor. Er widmete ihm anlässlich seines 10. Todestages einen Nachruf.